# Can Maret Nou
Can Maret Nou és una obra de Salt (Gironès) protegida com a bé cultural d'interès local.

## Descripció
L'edifici de Can Maret Nou fou reconstruït amb tres cossos amb teulat a dos vessants canviant l'orientació del cos central (oest a est). L'accés es fa través del pati per la banda de llevant que presenta la façana principal. Té planta i pis amb segon pis pel que fa al cos central. Les obertures tenen muntants de pedra i n'hi ha del segle xvii (1608). La façana està arrebossada i pintada de blanc, deixa però a la vista les cantonades de pedra. La coberta és de teula àrab a dos vessants. Al costat hi ha una pallissa amb parets de rierencs i coberta de cairats i llates sota teules.